# 済遠 (防護巡洋艦)
|          | |
| 艦歴     | |
| 発注     | |
| 起工     | 1880年1月31日 |
| 進水     | 1883年6月6日 |
| 就役     | 1885年8月 |
| その後   | 1904年11月30日触雷、沈没 |
| 除籍     | 1905年5月21日 |
| 性能諸元 | |
| 排水量   | 基準排水量：2,355トン（北洋艦隊所属時）2,440トン（日本海軍所属時） |
| 全長     | 75.0m |
| 全幅     | 10.5m |
| 吃水     | 4.67m |
| 機関     | 形式不明円缶2基+三段膨脹式レシプロ機関2基2軸推進 |
| 最大出力 | 2,800hp |
| 最大速力 | 15ノット |
| 燃料     | 石炭：230トン |
| 乗員     | 180～202名 |
| 兵装     | (北洋艦隊所属時) クルップ 21cm（38口径）連装砲1基 クルップ 15cm（35口径）単装砲1基 47mm単装砲2基 37mm単装砲9基 381mm水上魚雷発射管4基 (日本海軍所属時) クルップ 21cm（38口径）連装砲1基 クルップ 15cm（35口径）単装砲1基 7.5cm単装砲2基 47mm単装砲6基 36cm水上魚雷発射管4基 |
| 装甲     | 甲板：75～102mm（主甲板） 主砲バーベット部：50mm（最厚部） 司令塔：50mm |
| その他   | 信号符字：GQHJ（1895年〜） |

済遠（さいえん、Tsi yuen）は、清国海軍がドイツのフルカン社に発注して就役させた防護巡洋艦。同型艦はない。2門の8インチ口径クルップ砲、2門のグルゾン製1.97インチ速射砲を装備。北洋艦隊に所属し、日清戦争において日本海軍に捕獲された。日露戦争において戦没。

## 艦歴
1885年（光緒11年）、ドイツ、フルカン造船所にて竣工。
1886年（光緒12年・明治19年）8月、清国北洋艦隊の旗艦定遠、鎮遠、威遠とともに、補修の名目で長崎に入港。その際、上陸した乗員により騒動が起こる（長崎事件）。
1894年（光緒20年）、日清戦争に参加。1895年（光緒21年・明治28年）2月17日、威海衛の戦い後、威海衛で日本軍に降伏し捕獲される。
1895年3月16日、巡洋艦として帝国海軍の艦籍に入る。1898年（明治31年）3月21日、三等海防艦に類別。1903年（明治36年）12月-日、邦人保護で仁川、木浦に派遣。
1904年（明治37年）2月6日、日露間の国交断絶に伴い釜山沖で、ロシア帝国義勇艦隊所属のエカテリノスラフ（Екатеринослав）号（後の韓崎）を拿捕（名目上の日露戦争開戦）。
同年11月30日、鳩湾で203高地攻撃支援に従事中に触雷。急速に浸水して3分で沈没した。艦長但馬惟孝中佐以下38名が死亡し、195名が救助された。
1905年（明治38年）5月21日、除籍。

### 敵前逃亡
日清戦争で、済遠は豊島沖海戦と黄海海戦に参加したが、いずれの戦いでも味方の形勢が不利になるといち早く戦場からの離脱を図っている。黄海海戦では、この済遠の逃走を混戦中の他の艦が見て、退却命令が出たと誤解。艦隊が総崩れになる原因を作ったとして、後に艦長（方伯謙）が処刑されている。

## 艦長
※『日本海軍史』第9巻・第10巻の「将官履歴」及び『官報』に基づく。
北洋艦隊
- 方伯謙
- 林国祥

日本海軍
- 平尾福三郎 大佐：1895年5月11日 - 1896年8月13日
- 柏原長繁 大佐：1896年8月13日 - 1897年2月18日
- 東郷正路 大佐：1897年4月17日 - 12月27日
- 徳久武宣 大佐：1897年12月27日 - 1898年5月3日
- 井上敏夫 中佐：1898年5月3日 - 7月19日
- 松枝新一 中佐：1898年7月19日 - 9月1日
- 高橋助一郎 中佐：1900年5月20日 - 9月25日
- 松枝新一 大佐：1900年9月25日 - 1901年1月23日
- 佐伯誾 中佐：1901年4月1日 - 1902年1月28日
- 但馬惟孝 中佐：1903年2月3日 - 1904年11月30日戦死